# Mercedes-Benz Universal

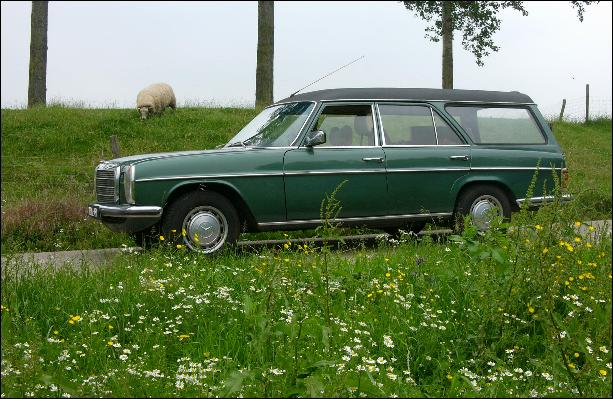
Mercedes-Benz W115 220D

De Mercedes-Benz Universal is een verzamelnaam voor de eerste stationwagen van de Duitse autofabrikant Mercedes-Benz. De auto's werden tussen 1964 en 1973 gebouwd in de fabriek I.M.A. Malines te Mechelen. 
Het eerste model waarvan men een stationwagen bouwde was de W110-versie van de 230, in 1964. Later volgden nog onder meer de W111 (220), W114 (230), W115 (220) en 250SE (250).